# Lepanthes turquinoensis
Lepanthes turquinoensis är en orkidéart som beskrevs av Rudolf Schlechter. Lepanthes turquinoensis ingår i släktet Lepanthes och familjen orkidéer.
Artens utbredningsområde är Kuba. Inga underarter finns listade i Catalogue of Life.